# Elecciones en Ecuador
La República del Ecuador elige una legislatura y un jefe de Estado, que representarán las funciones legislativa y ejecutiva respectivamente. Las elecciones en Ecuador son organizadas por el Consejo Nacional Electoral y el Tribunal Contencioso Electoral.
Ecuador tiene un sistema pluripartidista con numerosos partidos políticos, los cuales no muy a menudo tienen la oportunidad de obtener el poder por sí mismos. Como consecuencia de esto, la mayoría de partidos trabajan con otros para formar coaliciones.
También se eligen las autoridades de los gobiernos autónomos descentralizados: Vocales de las Juntas Parroquiales Rurales, Alcaldes y Concejales Municipales y Metropolitanos, Prefectos y Viceprefectos Provinciales, Gobernadores y Consejeros Regionales. Todo ciudadano del Ecuador tiene derecho a votar libremente y de forma anónima, permitiéndosele así también su presencia durante el escrutinio y la observación del acta final (art. 34 de la Ley electoral n 59, 1986).

## Historia
En los primeros tiempos de la República del Ecuador el sistema no reconocía el sufragio universal, al que solo tenían derecho las élites sociales y económicas, representadas por el varón que sabían leer y escribir, tenía una edad mínima de 25 años y, gozaba de una renta anual de doscientos pesos, provenientes de bienes raíces o de alguna profesión o industria útil. Para 1852 la edad cambia a los 21 años.
A su vez la forma de elección era mediante el voto indirecto e elecciones primarias que cambiaría para 1843 por el sufragio directo solo para los senadores. Las elecciones primarias se realizaban en asambleas parroquiales presididas por el Juez de dicha circunscripción, quien contaba con la asistencia del cura, excluido en 1835, y de tres vecinos honrados, designados por el mismo juez. Las personas escogidas por la asamblea eran las llamadas a elegir a los diputados de la provincia correspondiente, quienes a su vez designaban al presidente del país.
Para 1861, se estableció a los 21 años como edad mínima para el ejercicio del derecho al sufragio, para quienes no hubiesen contraído matrimonio y cualquier edad para quienes lo hubiesen hecho. A su vez se eliminaron las Asambleas Parroquiales, llegándose a establecer el sufragio directo al que se le dio el carácter de secreto. Desde 1869 desaparece el requisito relativo de renta surgiendo el de ser católico que desaparecería en 1884.
Con la Revolución liberal se ordena a cada municipalidad la creación del registro electoral a la vez que se buscó garantizar la forma secreta, directa, igual, libre y universal de las elecciones. Entre 1906 y 1945, las elecciones se realizaban de manera generalmente fraudulenta, por ello se estima al año 1946 como el inicio de la democracia en Ecuador. En 1929 la calidad de elector se extiende a las mujeres mayores de 21 años, que supiere leer y escribir, aunque en 1947 se establecía la obligatoriedad del voto solo para varones algo que terminaría en 1968 donde también se restableció la votación indirecta para elegir a senadores.
Con la Constitución de 1978 en la que se prevé el voto facultativo para personas analfabetas a su vez que se eliminan el Senado y la votación indirecta. Se regula además el proceso de consulta popular y la segunda vuelta electoral para la elección de Presidente y Vicepresidente de la República, quienes al igual que todas las demás autoridades de elección popular, no podían ser reelegidos. La edad mínima para poder sufragar quedó fijada en 18 años.

## Forma Actual de Elección
Para la Función Ejecutiva son elegidos tanto el Presidente como el Vicepresidente en una única votación, por un período de cuatro años, por voto popular directo, utilizando un sistema de segunda vuelta electoral.
Desde 1979, el presidente y Vicepresidente son elegidos en sufragio directo en una misma papeleta. Gana el candidato que haya obtenido más de la mitad de votos válidos, caso contrario, se recurre a un balotaje o segunda vuelta, entre los dos candidatos más votados. Desde 1998, también puede ganar un candidato que obtenga más del 40 % de votos, siempre que tenga una diferencia de al menos 10 % sobre el segundo candidato. Todos estos porcentajes se calculan sobre el total de votos válidos (es decir, sin contar votos nulos y en blanco).
Para la Función Legislativa son elegidos asambleístas que conformarán la Asamblea Nacional. De acuerdo al Artículo 118 la Constitución de Ecuador de 2008, se elegirán 15 asambleístas a nivel nacional, 2 asambleístas por cada provincia y uno más por cada 200 000 habitantes cuando aquella población supere los 150 000 habitantes. Aparte de aquellos, la ley decidirá la elección de otros asambleístas por regiones, distritos metropolitanos, y a nivel del exterior. Los asambleístas son elegidos para un período de cuatro años.

## Elecciones y resultados a nivel nacional

### Elecciones presidenciales
| Elecciones | Elecciones     | Sufragio   | Sufragio      | Período   | Electos                         | Electos                       | Electos             |
| Fecha      | Tipo           | Tipo       | Participación | Período   | Presidente                      | Vicepresidente                | Partido             |
| ---------- | -------------- | ---------- | ------------- | --------- | ------------------------------- | ----------------------------- | ------------------- |
| 12-09-1830 | Constituyente  | Indirecto  | -             | 1830-1834 | Juan José Flores                | José Joaquín de Olmedo        | Conservador         |
| 22-06-1835 | Constituyente  | Indirecto  | -             | Interino  | Vicente Rocafuerte              | N/A                           | Liberal             |
| 08-08-1835 | Constituyente  | Indirecto  | -             | 1835-1839 | Vicente Rocafuerte              | Juan Bernardo León            | Liberal             |
| 31-01-1839 | Ordinario      | Indirecto  | -             | 1839-1843 | Juan José Flores                | Francisco Aguirre Mendoza     | Conservador         |
| 15-01-1843 | Constituyente  | Indirecto  | -             | Interino  | Juan José Flores                | N/A                           | Conservador         |
| 31-03-1843 | Constituyente  | Indirecto  | -             | 1843-1851 | Juan José Flores                | Francisco de Marcos           | Conservador         |
| 08-12-1845 | Constituyente  | Indirecto  | -             | 1845-1849 | Vicente Ramón Roca              | Pablo Merino                  | Liberal             |
| 14-10-1849 | Ordinario      | Indirecto  | -             | 1849-1853 | Ninguno                         | -                             | N/A                 |
| 08-12-1850 | Constituyente  | Indirecto  | -             | Interino  | Diego Noboa                     | N/A                           | Conservador         |
| 26-02-1851 | Constituyente  | Indirecto  | -             | 1851-1855 | Diego Noboa                     | N/A                           | Conservador         |
| 17-07-1852 | Constituyente  | Indirecto  | -             | Interino  | José María Urbina               | N/A                           | Liberal             |
| 06-09-1852 | Constituyente  | Indirecto  | -             | 1852-1856 | José María Urbina               | Pacífico Chiriboga            | Liberal             |
| ??-??-1856 | Ordinario      | Censitario | 0,07 %        | 1856-1860 | Francisco Robles                | -                             | Liberal             |
| 10-01-1861 | Constituyente  | Indirecto  | -             | Interino  | Gabriel García Moreno           | N/A                           | Conservador         |
| 02-04-1861 | Constituyente  | Indirecto  | -             | 1861-1865 | Gabriel García Moreno           | Mariano Cueva                 | Conservador         |
| ??-??-1865 | Ordinario      | Censitario | 3,30 %        | 1865-1869 | Jerónimo Carrión                | -                             | Liberal Conservador |
| ??-01-1868 | Extraordinario | Censitario | 3,30 %        | 1868-1869 | Javier Espinosa                 | -                             | Liberal Conservador |
| 16-05-1869 | Constituyente  | Indirecto  | -             | Interino  | Gabriel García Moreno           | Manuel de Ascázubi            | Conservador         |
| 09-08-1869 | Constituyente  | Indirecto  | -             | 1869-1875 | Gabriel García Moreno           | N/A                           | PCE                 |
| 05-05-1875 | Ordinario      | Censitario | 2,27 %        | 1875-1881 | Gabriel García Moreno           | N/A                           | PCE                 |
| 19-10-1875 | Extraordinario | Censitario | 4,10 %        | 1875-1881 | Antonio Borrero                 | N/A                           | Liberal             |
| 26-01-1878 | Constituyente  | Indirecto  | -             | Interino  | Ignacio de Veintemilla          | N/A                           | Liberal             |
| 21-04-1878 | Constituyente  | Indirecto  | -             | 1878-1882 | Ignacio de Veintemilla          | N/A                           | Liberal             |
| 15-10-1883 | Constituyente  | Indirecto  | -             | Interino  | José María Plácido Caamaño      | Rafael Pérez Pareja           | PCE                 |
| 10-02-1884 | Constituyente  | Indirecto  | -             | 1884-1888 | José María Plácido Caamaño      | Agustín Guerrero Lizarzaburu  | PCE                 |
| 08-03-1888 | Ordinario      | Censitario | 3,00 %        | 1888-1892 | Antonio Flores Jijón            | -                             | PPE                 |
| 13-01-1892 | Ordinario      | Censitario | 6,00 %        | 1892-1896 | Luis Cordero Crespo             | -                             | PPE                 |
| 09-10-1896 | Constituyente  | Indirecto  | -             | Interino  | Eloy Alfaro Delgado             | N/A                           | PLE                 |
| 17-01-1897 | Constituyente  | Indirecto  | -             | 1897-1901 | Eloy Alfaro Delgado             | Manuel Benigno Cueva          | PLE                 |
| ??-??-1901 | Ordinario      | Censitario | 7,00 %        | 1901-1905 | Leónidas Plaza                  | -                             | PLE                 |
| ??-??-1905 | Ordinario      | Censitario | 9,00 %        | 1905-1909 | Lizardo García                  | -                             | PLE                 |
| 09-10-1906 | Constituyente  | Indirecto  | -             | Interino  | Eloy Alfaro Delgado             | N/A                           | PLE                 |
| 23-12-1906 | Constituyente  | Indirecto  | -             | 1907-1911 | Eloy Alfaro Delgado             | N/A                           | PLE                 |
| ??-??-1911 | Ordinario      | Censitario | 8,00 %        | 1911-1915 | Emilio Estrada                  | N/A                           | PLE                 |
| ??-??-1912 | Extraordinario | Censitario | 5,00 %        | 1912-1916 | Leónidas Plaza                  | N/A                           | PLE                 |
| ??-??-1916 | Ordinario      | Censitario | 10,00 %       | 1916-1920 | Alfredo Baquerizo Moreno        | N/A                           | PLE                 |
| ??-??-1920 | Ordinario      | Censitario | 8,00 %        | 1920-1924 | José Luis Tamayo                | N/A                           | PLE                 |
| ??-??-1924 | Ordinario      | Censitario | 11,00 %       | 1924-1928 | Gonzalo Córdova                 | N/A                           | PLE                 |
| 09-10-1928 | Constituyente  | Indirecto  | -             | Interino  | Isidro Ayora                    | N/A                           | Independiente       |
| 17-04-1929 | Constituyente  | Indirecto  | -             | 1929-1932 | Isidro Ayora                    | N/A                           | Independiente       |
| 21-10-1931 | Extraordinario | Censitario | 2,90 %        | 1931-1935 | Neptalí Bonifaz (Descalificado) | N/A                           | PCE                 |
| 31-10-1932 | Extraordinario | Censitario | 3,40 %        | 1932-1936 | Juan de Dios Martínez           | N/A                           | PLRE                |
| 15-12-1933 | Extraordinario | Censitario | 2,50 %        | 1933-1937 | José María Velasco Ibarra       | N/A                           | Independiente       |
| 10-08-1937 | Constituyente  | Indirecto  | -             | Interino  | Federico Páez                   | N/A                           | Independiente       |
| 10-08-1938 | Constituyente  | Indirecto  | -             | Interino  | Manuel María Borrero            | N/A                           | PLRE                |
| 01-12-1938 | Constituyente  | Indirecto  | -             | 1938-1942 | Aurelio Mosquera Narváez        | N/A                           | PLRE                |
| 11-01-1940 | Extraordinario | Censitario | 3,3 %         | 1940-1944 | Carlos Arroyo del Río           | N/A                           | PLRE                |
| 10-08-1944 | Constituyente  | Indirecto  | -             | 1944-1948 | José María Velasco Ibarra       | N/A                           | Independiente       |
| 11-08-1946 | Constituyente  | Indirecto  | -             | 1946-1948 | José María Velasco Ibarra       | Mariano Suárez Veintimilla    | Independiente       |
| 06-06-1948 | Ordinario      | Directo    | 61,80 %       | 1948-1952 | Galo Plaza                      | Manuel Sotomayor y Luna       | Independiente       |
| 01-06-1952 | Ordinario      | Directo    | 65,50 %       | 1952-1956 | José María Velasco Ibarra       | Alfredo Chiriboga             | FNV                 |
| 03-06-1956 | Ordinario      | Directo    | 73,40 %       | 1956-1960 | Camilo Ponce                    | Francisco Illingworth         | MSC                 |
| 05-06-1960 | Ordinario      | Directo    | 76,04 %       | 1960-1964 | José María Velasco Ibarra       | Carlos Julio Arosemena Monroy | FNV                 |
| 16-11-1966 | Constituyente  | Indirecto  | -             | Interino  | Otto Arosemena                  | -                             | CID                 |
| 02-06-1968 | Ordinario      | Directo    | 77,50 %       | 1968-1972 | José María Velasco Ibarra       | Jorge Zavala Baquerizo        | FNV                 |
| 29-04-1979 | Ordinario      | Directo    | 80,49 %       | 1979-1984 | Jaime Roldós                    | Osvaldo Hurtado               | CFP                 |
| 06-05-1984 | Ordinario      | Directo    | 78,96 %       | 1984-1988 | León Febres-Cordero             | Blasco Peñaherrera            | PSC                 |
| 08-05-1988 | Ordinario      | Directo    | 77,89 %       | 1988-1992 | Rodrigo Borja                   | Luis Parodi Valverde          | ID                  |
| 05-07-1992 | Ordinario      | Directo    | 73,10 %       | 1992-1996 | Sixto Durán-Ballén              | Alberto Dahik                 | PUR                 |
| 07-07-1996 | Ordinario      | Directo    | 71,71 %       | 1996-2000 | Abdalá Bucaram                  | Rosalía Arteaga               | PRE                 |
| 11-02-1997 | Extraordinario | Indirecto  | -             | Interino  | Fabián Alarcón                  | -                             | FRA                 |
| 12-07-1998 | Ordinario      | Directo    | 70,13 %       | 1998-2003 | Jamil Mahuad                    | Gustavo Noboa                 | DP                  |
| 24-11-2002 | Ordinario      | Directo    | 71,21 %       | 2003-2007 | Lucio Gutiérrez                 | Alfredo Palacio               | PSP                 |
| 26-11-2006 | Ordinario      | Directo    | 76,01 %       | 2007-2011 | Rafael Correa                   | Lenín Moreno                  | PAIS                |
| 26-04-2009 | Ordinario      | Directo    | 75,30 %       | 2009-2013 | Rafael Correa                   | Lenín Moreno                  | PAIS                |
| 17-02-2013 | Ordinario      | Directo    | 81,09 %       | 2013-2017 | Rafael Correa                   | Jorge Glas                    | PAIS                |
| 02-04-2017 | Ordinario      | Directo    | 82,91 %       | 2017-2021 | Lenín Moreno                    | Jorge Glas                    | PAIS                |
| 11-04-2021 | Ordinario      | Directo    | 82,62 %       | 2021-2025 | Guillermo Lasso                 | Alfredo Borrero               | CREO                |
| 15-10-2023 | Extraordinario | Directo    | 82,33 %       | 2023-2025 | Daniel Noboa                    | Verónica Abad                 | Independiente       |
| 13-04-2025 | Ordinario      | Directo    | 83.76 %       | 2025-2029 | Daniel Noboa                    | María José Pinto              | ADN                 |

### Elecciones vicepresidenciales
| Elecciones | Elecciones     | Sufragio   | Período   | Ganador                     | Ganador             |
| Fecha      | Tipo           | Sufragio   | Período   | Vicepresidente              | Partido             |
| ---------- | -------------- | ---------- | --------- | --------------------------- | ------------------- |
| 20-09-1831 | Extraordinario | Indirecto  | 1831-1834 | Modesto Larrea y Carrión    | Liberal             |
| 15-09-1847 | Ordinario      | Indirecto  | 1847-1851 | Manuel de Ascázubi          | Conservador         |
| 03-08-1854 | Ordinario      | Censitario | 1854-1858 | Manuel Bustamante           | Liberal             |
| 03-08-1855 | Extraordinario | Censitario | 1855-1858 | Marcos Espinel              | Liberal             |
| ??-??-1858 | Ordinario      | Censitario | 1858-1862 | Jerónimo Carrión            | Liberal Conservador |
| 03-01-1863 | Ordinario      | Censitario | 1863-1867 | Antonio Borrero             | Liberal             |
| 03-01-1864 | Extraordinario | Censitario | 1864-1867 | Rafael Carvajal             | Conservador         |
| 03-01-1867 | Ordinario      | Censitario | 1867-1871 | Pedro José de Arteta        | Conservador         |
| ??-03-1886 | Ordinario      | Censitario | 1886-1890 | Pedro José Cevallos         | PPE                 |
| ??-03-1890 | Ordinario      | Censitario | 1890-1894 | Pablo Herrera               | PCE                 |
| ??-03-1894 | Ordinario      | Censitario | 1894-1898 | Vicente Lucio Salazar       | PCE                 |
| ??-08-1899 | Ordinario      | Censitario | 1899-1903 | Carlos Freile Zaldumbide    | PLE                 |
| ??-08-1903 | Ordinario      | Censitario | 1903-1907 | Alfredo Baquerizo Moreno    | PLE                 |
| 15-09-1947 | Extraordinario | Indirecto  | 1947-1948 | Carlos Julio Arosemena Tola | Independiente       |
| 17-09-1947 | Extraordinario | Indirecto  | 1947-1948 | José Rafael Bustamante      | Independiente       |
| 08-11-1949 | Extraordinario | Indirecto  | 1949-1952 | Abel Gilbert                | Independiente       |
| 08-11-1961 | Extraordinario | Indirecto  | 1961-1964 | Reynaldo Varea Donoso       | Independiente       |
| 02-06-1981 | Extraordinario | Indirecto  | 1981-1984 | León Roldós                 | Partido Demócrata   |
| 19-10-1995 | Extraordinario | Indirecto  | 1995-1996 | Eduardo Peña Triviño        | Independiente       |
| 01-04-1998 | Extraordinario | Indirecto  | 1998      | Pedro Aguayo                | Independiente       |
| 27-01-2000 | Extraordinario | Indirecto  | 2000-2003 | Pedro Pinto Rubianes        | DP                  |
| 05-05-2005 | Extraordinario | Indirecto  | 2005-2007 | Alejandro Serrano Aguilar   | Independiente       |
| 06-01-2018 | Extraordinario | Indirecto  | 2018-2021 | María Alejandra Vicuña      | PAIS                |
| 11-12-2018 | Extraordinario | Indirecto  | 2018-2021 | Otto Sonnenholzner          | Independiente       |
| 17-07-2020 | Extraordinario | Indirecto  | 2020-2021 | María Alejandra Muñoz       | Independiente       |

### Elecciones legislativas
| Elección | Cargos Disputados                                                | Partido mayoritario |
| -------- | ---------------------------------------------------------------- | ------------------- |
| 1831     | Diputados                                                        |                     |
| 1836     | Senadores y Representantes                                       |                     |
| 1841     | Senadores y Representantes                                       |                     |
| 1846     | Senadores y Representantes                                       |                     |
| 1848     | Renovación Parcial de la Cámara de Representantes y Senado       |                     |
| 1853     | Senadores y Representantes                                       |                     |
| 1855     | Renovación Parcial de la Cámara de Representantes y Senado       |                     |
| 1857     | Renovación Parcial de la Cámara de Representantes y Senado       |                     |
| 1863     | Senadores y Diputados                                            |                     |
| 1865     | Renovación Parcial de la Cámara de Diputados y Senado            |                     |
| 1867     | Renovación Parcial de la Cámara de Diputados y Senado            |                     |
| 1870     | Senadores y Diputados                                            |                     |
| 1876     | Diputados                                                        |                     |
| 1880     | Senadores y Diputados                                            |                     |
| 1885     | Senadores y Diputados                                            |                     |
| 1887     | Senadores y Diputados                                            |                     |
| 1889     | Senadores y Diputados                                            |                     |
| 1891     | Diputados y Renovación parcial del Senado                        |                     |
| 1893     | Senadores y Diputados                                            |                     |
| 1898     | Senadores y Diputados                                            |                     |
| 1900     | Diputados y Renovación parcial del Senado                        |                     |
| 1902     | Senadores y Diputados                                            |                     |
| 1904     | Diputados y Renovación parcial del Senado                        |                     |
| 1907     | Senadores y Diputados                                            |                     |
| 1910     | Diputados                                                        |                     |
| 1912     | Senadores y Diputados                                            |                     |
| 1914     | Diputados                                                        |                     |
| 1916     | Senadores y Diputados                                            |                     |
| 1918     | Diputados                                                        |                     |
| 1920     | Senadores y Diputados                                            |                     |
| 1922     | Diputados                                                        |                     |
| 1924     | Senadores y Diputados                                            |                     |
| 1930     | Senadores y Diputados                                            |                     |
| 1932     | Senadores y Diputados                                            |                     |
| 1934     | Diputados                                                        |                     |
| 1939     | Senadores y Diputados                                            |                     |
| 1941     | Diputados                                                        |                     |
| 1943     | Senadores y Diputados                                            |                     |
| 1947     | Senadores y Diputados                                            |                     |
| 1950     | Diputados Provinciales                                           |                     |
| 1952     | Senadores y Diputados                                            |                     |
| 1954     | Diputados                                                        |                     |
| 1956     | Senadores y Diputados                                            |                     |
| 1958     | Diputados                                                        |                     |
| 1960     | Senadores y Diputados                                            |                     |
| 1962     | Diputados                                                        |                     |
| 1968     | Senadores y Diputados                                            |                     |
| 1970     | Diputados                                                        |                     |
| 1979     | Representantes Nacionales y Provinciales                         | CFP                 |
| 1984     | Diputados Nacionales y Provinciales                              | ID                  |
| 1986     | Diputados Provinciales                                           | ID                  |
| 1988     | Diputados Nacionales y Provinciales                              | ID                  |
| 1990     | Diputados Provinciales                                           | PSC                 |
| 1992     | Diputados Nacionales y Provinciales                              | PSC                 |
| 1994     | Diputados Provinciales                                           | PSC                 |
| 1996     | Diputados Nacionales y Provinciales                              | PSC                 |
| 1998     | Diputados Nacionales y Provinciales                              | DP                  |
| 2002     | Diputados Provinciales                                           | PSC                 |
| 2006     | Diputados Provinciales                                           | PRIAN               |
| 2009     | Asambleístas Nacionales, Provinciales, del Exterior              | PAIS                |
| 2013     | Asambleístas Nacionales, Distritales, Provinciales, del Exterior | PAIS                |
| 2017     | Asambleístas Nacionales, Distritales, Provinciales, del Exterior | PAIS                |
| 2021     | Asambleístas Nacionales, Distritales, Provinciales, del Exterior | UNES                |
| 2023     | Asambleístas Nacionales, Distritales, Provinciales, del Exterior | RC                  |
| 2025     | Asambleístas Nacionales, Distritales, Provinciales, del Exterior | ADN                 |

### Elecciones de Parlamentarios Andinos de Ecuador
| Elección | Cargos Disputados        | Partido mayoritario |
| -------- | ------------------------ | ------------------- |
| 2002     | 5 Parlamentarios Andinos | PSC                 |
| 2006     | 5 Parlamentarios Andinos | PRIAN               |
| 2009     | 5 Parlamentarios Andinos | PAIS                |
| 2013     | 5 Parlamentarios Andinos | PAIS - PS-FA        |
| 2017     | 5 Parlamentarios Andinos | PAIS - PSE          |
| 2021     | 5 Parlamentarios Andinos | UNES                |
| 2025     | 5 Parlamentarios Andinos | ADN                 |

### Elecciones a Asambleístas Constituyentes
| Elección | Cargos Disputados                                                   | Partido mayoritario |
| -------- | ------------------------------------------------------------------- | ------------------- |
| 1830     | Diputados Constituyentes                                            | Conservador         |
| 1835     | Diputados Constituyentes                                            | Liberal             |
| 1843     | Diputados Constituyentes                                            | Conservador         |
| 1845     | Diputados Constituyentes                                            | Liberal             |
| 1850     | Diputados Constituyentes                                            | Liberal             |
| 1852     | Diputados Constituyentes                                            | Liberal             |
| 1861     | Diputados Constituyentes                                            | Conservador         |
| 1869     | Diputados Constituyentes                                            | PCE                 |
| 1878     | Diputados Constituyentes                                            | Liberal             |
| 1883     | Diputados Constituyentes                                            | PCE                 |
| 1896     | Diputados Constituyentes                                            | PLE                 |
| 1906     | Diputados Constituyentes                                            | PLE                 |
| 1928     | Diputados Constituyentes                                            | PSE                 |
| 1937     | Diputados Constituyentes                                            | PLRE                |
| 1938     | Diputados Constituyentes                                            | PSE                 |
| 1944     | Representantes Constituyentes Provinciales y Funcionales            | PSE                 |
| 1945     | Diputados Constituyentes Provinciales y de las F.F.A.A.             | PCE                 |
| 1966     | Diputados Constituyentes Provinciales y Funcionales                 | PCE                 |
| 1997     | Asambleístas Constituyentes Provinciales                            | PSC                 |
| 2007     | Asambleístas Constituyentes Nacionales, Provinciales y del Exterior | PAIS                |

### Elecciones seccionales
| Elección | Cargos Disputados                                                                                                 |
| -------- | --- |
| 1945     | Presidentes de Consejos Provinciales, alcaldes, consejeros provinciales y concejales cantonales                   |
| 1947     | Presidentes de Consejos Provinciales, alcaldes, consejeros provinciales y concejales cantonales                   |
| 1949     | Presidentes de Consejos Provinciales, alcaldes, consejeros provinciales y concejales cantonales                   |
| 1951     | Presidentes de Consejos Provinciales, alcaldes, consejeros provinciales y concejales cantonales                   |
| 1953     | Presidentes de Consejos Provinciales, alcaldes, consejeros provinciales y concejales cantonales                   |
| 1955     | Presidentes de Consejos Provinciales, alcaldes, consejeros provinciales y concejales cantonales                   |
| 1957     | Presidentes de Consejos Provinciales, alcaldes, consejeros provinciales y concejales cantonales                   |
| 1959     | Presidentes de Consejos Provinciales, alcaldes, consejeros provinciales y concejales cantonales                   |
| 1961     | Presidentes de Consejos Provinciales, consejeros provinciales y concejales cantonales                             |
| 1962     | Alcaldes |
| 1967     | Prefectos, alcaldes, consejeros provinciales y concejales cantonales                                              |
| 1970     | Prefectos, alcaldes, consejeros provinciales y concejales cantonales                                              |
| 1978     | Prefectos, alcaldes, consejeros provinciales y concejales cantonales                                              |
| 1980     | Consejeros provinciales y concejales cantonales                                                                   |
| 1984     | Prefectos, alcaldes, consejeros provinciales y concejales cantonales                                              |
| 1986     | Consejeros provinciales y concejales cantonales                                                                   |
| 1988     | Prefectos, alcaldes, presidentes de concejos municipales, consejeros provinciales y concejales cantonales         |
| 1990     | Consejeros provinciales, concejales cantonales y presidentes de concejos municipales                              |
| 1992     | Prefectos, alcaldes, presidentes de concejos municipales, consejeros provinciales y concejales cantonales         |
| 1994     | Consejeros provinciales y concejales cantonales                                                                   |
| 1996     | Prefectos, alcaldes, presidentes de concejos municipales, consejeros provinciales y concejales cantonales         |
| 1998     | Consejeros provinciales y concejales cantonales                                                                   |
| 2000     | Prefectos, alcaldes, consejeros provinciales, concejales cantonales y miembros de juntas parroquiales             |
| 2002     | Consejeros provinciales y concejales cantonales                                                                   |
| 2004     | Prefectos, alcaldes, consejeros provinciales, concejales cantonales y miembros de juntas parroquiales             |
| 2006     | Consejeros provinciales y concejales cantonales                                                                   |
| 2009     | Prefectos, viceprefectos, alcaldes, concejales cantonales y miembros de juntas parroquiales                       |
| 2014     | Prefectos, viceprefectos, alcaldes, concejales cantonales y miembros de juntas parroquiales                       |
| 2019     | Prefectos, viceprefectos, alcaldes, concejales cantonales, miembros de juntas parroquiales y consejeros del CPCCS |
| 2023     | Prefectos, viceprefectos, alcaldes, concejales cantonales, miembros de juntas parroquiales y consejeros del CPCCS |

### Referéndums
| Fecha | Tipo                                         | Proponente                  | Opción Ganadora                           |
| ----- | -------------------------------------------- | --------------------------- | ----------------------------------------- |
| 1869  | Referéndum Aprobatorio                       | Gabriel García Moreno       | Sí                                        |
| 1978  | Referéndum Constitucional                    | Consejo Supremo de Gobierno | Nueva Constitución                        |
| 1986  | Referéndum Constitucional                    | León Febres Cordero         | No                                        |
| 1994  | Referéndum Constitucional                    | Sixto Durán Ballén          | Sí (6 preguntas) / No (Una pregunta)      |
| 1995  | Referéndum Constitucional                    | Sixto Durán Ballén          | No (11 preguntas)                         |
| 1997  | Referéndum Constitucional y Consulta Popular | Fabián Alarcón              | Sí (13 preguntas) / No (Una pregunta)     |
| 2006  | Consulta Popular                             | Alfredo Palacio             | Sí (3 preguntas)                          |
| 2007  | Referéndum Aprobatorio                       | Rafael Correa               | Sí                                        |
| 2008  | Referéndum Aprobatorio                       | Rafael Correa               | Sí                                        |
| 2011  | Referéndum Constitucional y Consulta Popular | Rafael Correa               | Sí (10 preguntas)                         |
| 2017  | Consulta Popular                             | Rafael Correa               | Sí                                        |
| 2018  | Referéndum Constitucional y Consulta Popular | Lenín Moreno                | Sí (7 preguntas)                          |
| 2023  | Referéndum Constitucional                    | Guillermo Lasso             | No (8 preguntas)                          |
| 2023  | Consulta Popular                             | Ciudadanía (Yasunidos)      | Si (Prohibición de explotación petrolera) |
| 2024  | Referéndum Constitucional y Consulta Popular | Guillermo Lasso             | Sí                                        |
| 2024  | Referéndum Constitucional y Consulta Popular | Daniel Noboa                | Si (8 preguntas) / No (2 preguntas)       |
| 2025  | Referéndum Constitucional y Consulta Popular | Daniel Noboa                |                                           |

### Consultas Populares de ámbito territorial
| Fecha | Consulta                                                                                             | Opción Ganadora                     |
| ----- | --- | ----------------------------------- |
| 2008  | Cambio de Cabecera Cantonal del Cantón Aguarico                                                      | Tiputini                            |
| 2010  | Revocatoria de mandato del Alcalde de Tiwintza (Jorge Tsenkush)                                      | Sí: Revocatoria                     |
| 2011  | Revocatoria de mandato del Alcalde de Naranjito (David Betancourth)                                  | No: Mantiene el cargo               |
| 2011  | Revocatoria de mandato del Alcalde de Palora (Luis Heras)                                            | No: Mantiene el cargo               |
| 2011  | Revocatoria de mandato del Alcalde de Balsas (Silverio Maldonado)                                    | No: Mantiene el cargo               |
| 2011  | Revocatoria de mandato del Alcalde de Huaquillas (Manuel Aguirre)                                    | No: Mantiene el cargo               |
| 2011  | Revocatoria de mandato del Alcalde de Marcelino Maridueña (Nelson Herrera)                           | No: Mantiene el cargo               |
| 2011  | Revocatoria de mandato del Alcalde de Santa Lucía (Edson Alvarado)                                   | No: Mantiene el cargo               |
| 2011  | Revocatoria de mandato del Alcalde de Píndal (Bolívar Jumbo)                                         | No: Mantiene el cargo               |
| 2011  | Revocatoria de mandato del Alcalde de Jaramijó (Doris López)                                         | Sí: Revocatoria                     |
| 2011  | Revocatoria de mandato del Alcalde de Puerto López (Colón Izurieta)                                  | No: Mantiene el cargo               |
| 2011  | Revocatoria de mandato del Alcalde de Limón Indanza (Tarquino Cajamarca)                             | No: Mantiene el cargo               |
| 2011  | Revocatoria de mandato del Alcalde de Pablo Sexto (Víctor González)                                  | Sí: Revocatoria                     |
| 2011  | Revocatoria de mandato del Alcalde de Baños (Hugo Pineda)                                            | Sí: Revocatoria                     |
| 2011  | Revocatoria de mandato del Alcalde de Palanda (Segundo Mejía)                                        | Sí: Revocatoria                     |
| 2012  | Definición Provincial del Cantón La Concordia                                                        | Santo Domingo de los Tsáchilas      |
| 2015  | Definición Provincial de la Manga del Cura                                                           | Manabí                              |
| 2016  | Definición Provincial de Las Golondrinas                                                             | Imbabura                            |
| 2018  | Revocatoria de mandato del Alcalde de Loja (José Bolívar Castillo)                                   | Sí: Revocatoria                     |
| 2019  | Consulta Popular sobre actividad minera en la zona de Quimsacocha, Cantón Girón                      | No: Prohibición de actividad minera |
| 2021  | Consulta Popular sobre actividad minera en la zona del Cantón Cuenca                                 | Sí: Prohibición de actividad minera |
| 2023  | Cantonización de la parroquia rural Sevilla Don Bosco del Cantón Morona                              | Sí: Cantonización                   |
| 2023  | Consulta Popular sobre actividad minera en la zona del Chocó Andino, Distrito Metropolitano de Quito | Sí: Prohibición de actividad minera |